# Konya
Konya (pronuncia turca [ˈkɔnja], in greco  Ἰκόνιον?, Ikónion, in italiano anche Conia e Iconio, quest'ultimo in riferimento alla città antica) è una città della Turchia, sull'altopiano centrale dell'Anatolia. Ha una popolazione di oltre un milione di abitanti (stima 2010) ed è il capoluogo della provincia di Konya, la più grande della Turchia.

## Geografia fisica

### Clima
Il clima di Konya è tipicamente continentale, data la grande differenza tra la temperatura media di gennaio (0 °C) e quella di luglio (23 °C).
| Konya              | Mesi | Mesi | Mesi | Mesi | Mesi | Mesi | Mesi | Mesi | Mesi | Mesi | Mesi | Mesi | Stagioni | Stagioni | Stagioni | Stagioni | Anno |
| Konya              | Gen  | Feb  | Mar  | Apr  | Mag  | Giu  | Lug  | Ago  | Set  | Ott  | Nov  | Dic  | Inv      | Pri      | Est      | Aut      | Anno |
| ------------------ | ---- | ---- | ---- | ---- | ---- | ---- | ---- | ---- | ---- | ---- | ---- | ---- | -------- | -------- | -------- | -------- | ---- |
| T. max. media (°C) | 4    | 7    | 12   | 17   | 22   | 27   | 30   | 30   | 26   | 20   | 13   | 6    | 5,7      | 17       | 29       | 19,7     | 17,8 |
| T. min. media (°C) | −4   | −2   | 0    | 5    | 9    | 13   | 16   | 15   | 11   | 6    | 1    | −2   | −2,7     | 4,7      | 14,7     | 6        | 5,7  |

## Geografia antropica

### Suddivisioni amministrative
- Distretto di Karatay
- Distretto di Meram
- Distretto di Selçuklu

## Storia
Konya è una città antica, visitata, secondo gli Atti degli Apostoli, da Paolo di Tarso. Situata sulla strada che collegava Costantinopoli ad Antiochia, fu un'importante città romana e bizantina, sede della metropolia di Iconio.
La città venne conquistata dai turchi selgiuchidi dopo la battaglia di Manzicerta nel 1071 e dal 1097 al 1243 fu la capitale del sultanato di Rum (altrimenti noto come sultanato d'Iconio). Il sultanato fu temporaneamente occupato dai crociati Goffredo di Buglione (agosto del 1097) e Federico Barbarossa (18 maggio del 1190).
Konya raggiunse una relativa prosperità ed importanza dal 1205 al 1239 quando i sultani controllavano l'Anatolia interna, l'Armenia, parte del Medio Oriente ed anche della Crimea. Nel 1219 molti rifugiati persiani scapparono in città dopo la disastrosa sconfitta subita ad opera dei mongoli di Gengis Khan. Nel 1243 anche la città venne conquistata dai mongoli.
A seguito della caduta del sultanato d'Iconio, la città fu sede di un emirato indipendente dal 1307 al 1322, e nel 1420 fu occupata dall'Impero ottomano. Nel 1453 divenne capoluogo della provincia ottomana di Karaman. In questo periodo Solimano II fece costruire alcune moschee in città.
Nel 1832 l'esercito del viceré d'Egitto, ribellatosi agli ottomani, provenendo dalla Siria vi sconfisse le forze turche. 
Gialal al-Din Rumi, conosciuto come Mevlana, fu un poeta sufi persiano che trascorse proprio a Konya gli ultimi cinquanta anni della sua vita. Egli fu il fondatore dell'ordine dei dervisci rotanti, più correttamente definito mevleviyye.

## Monumenti e luoghi d'interesse

### Architetture religiose

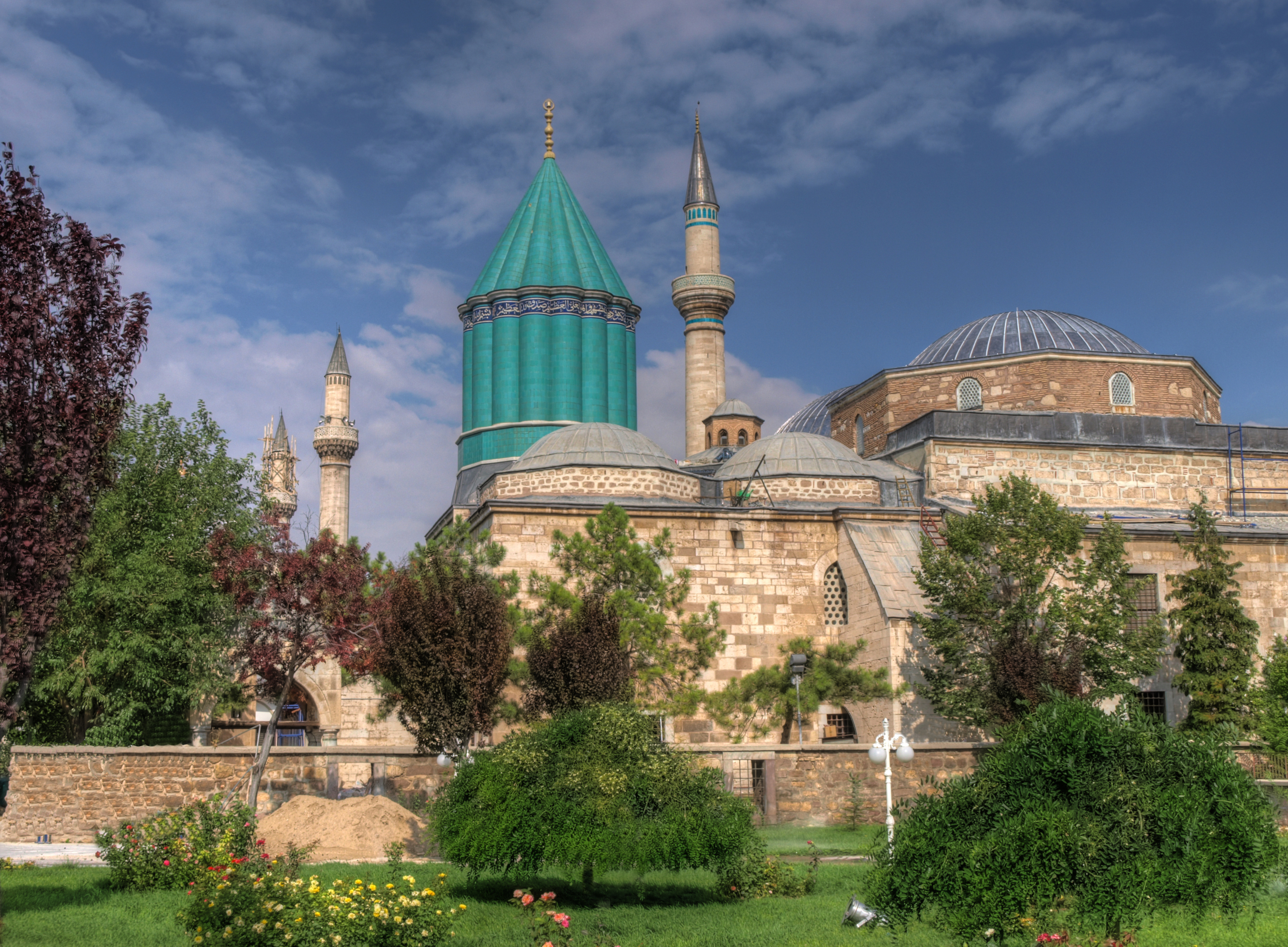
Il mausoleo

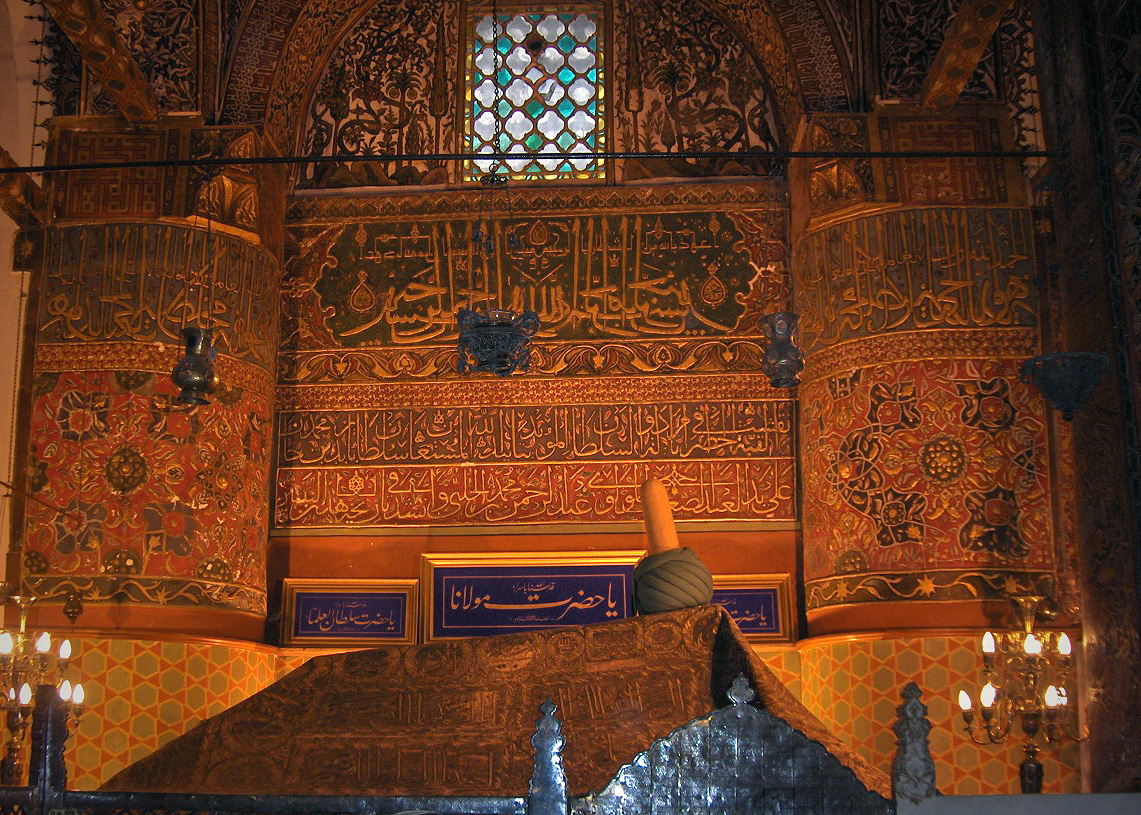
La tomba di Mevlana all'interno del mausoleo

- Mausoleo di Mevlana: venne costruito per conservare la tomba del mistico e poeta Gialal al-Din Rumi.
- Moschea di Alâeddin
- Moschea di Selimiye: è un classico esempio di architettura ottomana. Fu iniziata quando Selim II, ancora principe, era governatore della città nel 1558. Fu terminata nel 1587.

## Società

### Religione

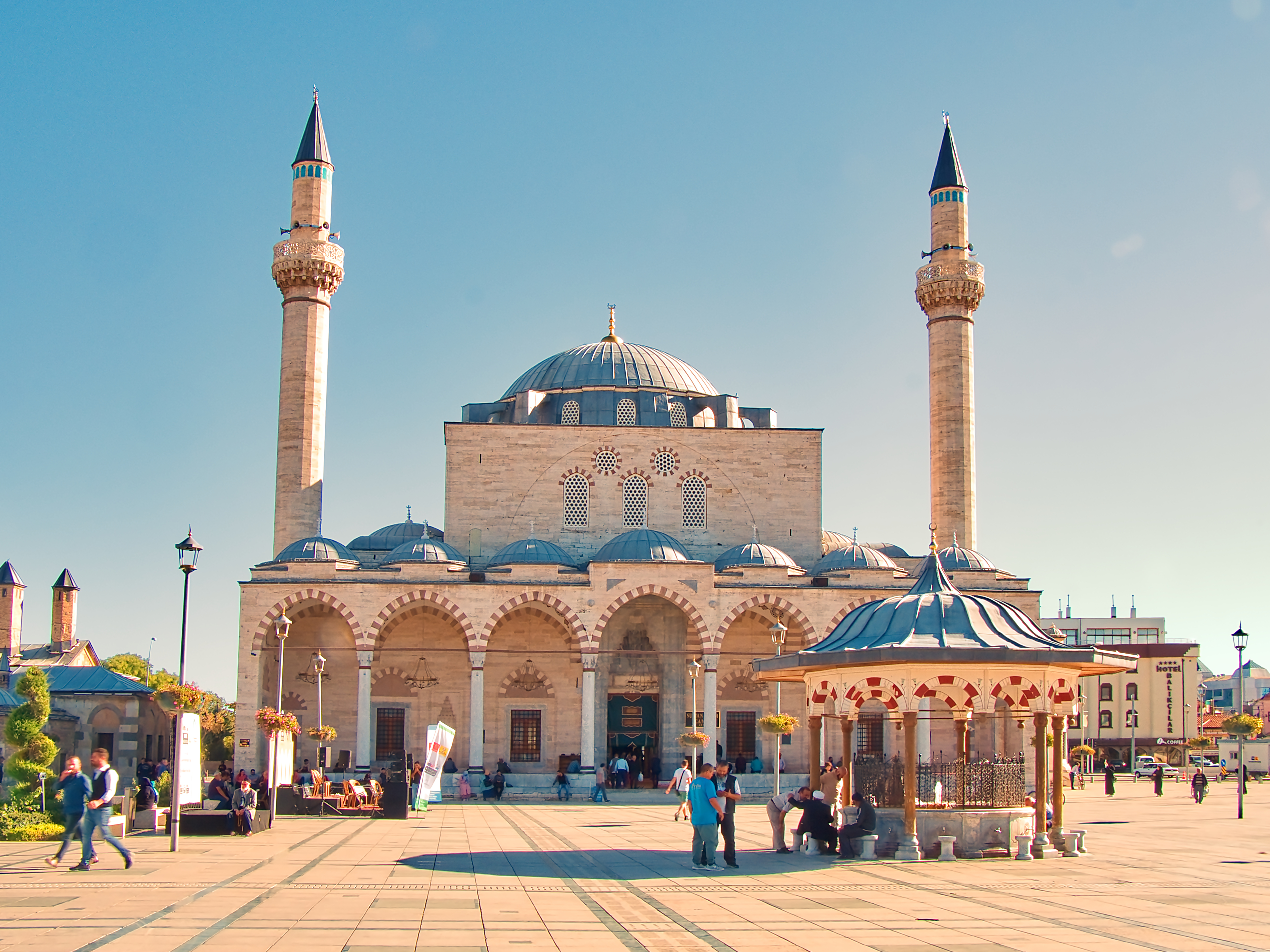
La Moschea di Selimiye

Nel 1923, in seguito allo scambio di popolazioni tra Grecia e Turchia, i cristiani greci abbandonarono la città per stabilirsi in Grecia. Parallelamente numerosi musulmani dalla Grecia, in particolare di etnia albanese, si stabilirono nella regione di Konya.
Konya fu l'ultima dimora di Rumi, il cui mausoleo è situato in città. Nel 1273, i suoi discepoli a Konya stabilirono la confratenita islamica Mevlevi, conosciuta per i suoi dervisci rotanti. Ogni giovedì e sabato, nel Mausoleo di Mevlana i dervisci eseguono la sama. A differenza delle esibizioni a Istanbul e in altre città, destinate tendenzialmente ai turisti, la sama di Konya è un evento spirituale, obiettivo al mantenimento della tradizione della confraternita.
Konya ha la reputazione di essere una delle città più religiose e conservatrici dell'intera Turchia. Conosciuta infatti come "cittadella dell'Islam", la sua popolazione è tendenzialmente più religiosa rispetto a quelle di molte altre città del Paese.
Konya è inoltre sede titolare arcivescovile.

## Amministrazione

### Gemellaggi
- Baku
- Tetovo

## Sport

### Calcio
- Konyaspor Kulübü
- Konya İdman Yurdu